# Agathiopsis leptocosma
Agathiopsis leptocosma là một loài bướm đêm trong họ Geometridae.